# والتون لیتز
والتون لیتز (انگلیسی: A. Walton Litz; ۳۱ اکتبر ۱۹۲۹ – ۴ ژوئن ۲۰۱۴) تاریخ‌نگار، منتقد ادبی، و روزنامه‌نگار اهل ایالات متحده آمریکا بود.
وی همچنین برندهٔ جوایزی همچون بورسیه رودز و کمک‌هزینه گوگنهایم شده‌است. او از دانش‌آموختگان دانشگاه پرینستون است.